# دستجرد (شهر)
دَستجـِرد شهری در مرکز خلجستان استان قم ایران است.این شهر در دامنه کوه واقع شده و تنها شهر ییلاقی استان قم و دارای آب و هوای کوهپایه‌ای است. این شهر دارای چندین قنات پرآب و باغات گردو، انگور و بعضاً زردآلو می‌باشد. اکثر محصولات کشاورزی این شهر که  بر روی کوه‌های اطراف به عمل می آید، ریواس، کنگر و انواع گیاهان کمیاب داروئی از این موارد هستند، علاوه بر محصولات طبیعی، گلخانه هایی هم به منظور پرورش صیفی‌جات و انواع قارچ ها در این شهر ایجاد شده است. این شهر دارای دانشگاه، تعدادی بانک دولتی، مرکز تربیت معلم، شهرداری، مرکز مخابرات و درمانگاه است. این منطقه از ایران، گویشی مخصوص به خود را دارد و را در اصطلاح عامیانه مورد استفاده قرار نمی گیرد. از دیگر بخش های این شهر می تواند به سرچشمه، خونیان، رزلان، بافیلو و دشت های طبیعی اشاره کرد. مردم این شهر، شیعه مذهب و متکلم به زبان فارسی هستند و گویشی نزدیک به گویش قمی داردند.
در سال 1394 تفریحگاهی با نام دهکده ی سلامت صبا در 60 کیلومتری شهر قم و در منطقه ی دستجرد ساخته شده است.(اولین دهکده ی سلامت ایران) این دهکده ی سلامت دارای مناطق تفریحی-توریستی شامل دریاچه مصنوعی، اقامتگاه و چندین رستوران می باشد.